# Bahnhof Meiringen
Der Bahnhof Meiringen ist ein Bahnhof in Meiringen im Schweizer Kanton Bern.

## Geschichte
Der Bahnhof Meiringen wurde 1888 mit der Brünigbahn zwischen Brienz und Alpnachstad eröffnet. 1912 wurde er als Endstation mit der Strassenbahn Meiringen–Aareschlucht verbunden und stellte eine Verbindung zum Reichenbachfall sowie zur Aareschlucht her. Der Verkehr per Strassenbahn endete jedoch 1956.
Der Bahnhof wurde 1926 mit der Meiringen-Innertkirchen-Bahn verbunden. Bis zur Elektrifizierung der Linie im Jahr 1976 wurden Dampflokomotiven und zwei Akkumulatorentriebwagen verwendet.

Bahnhof Meiringen im Jahr 2009
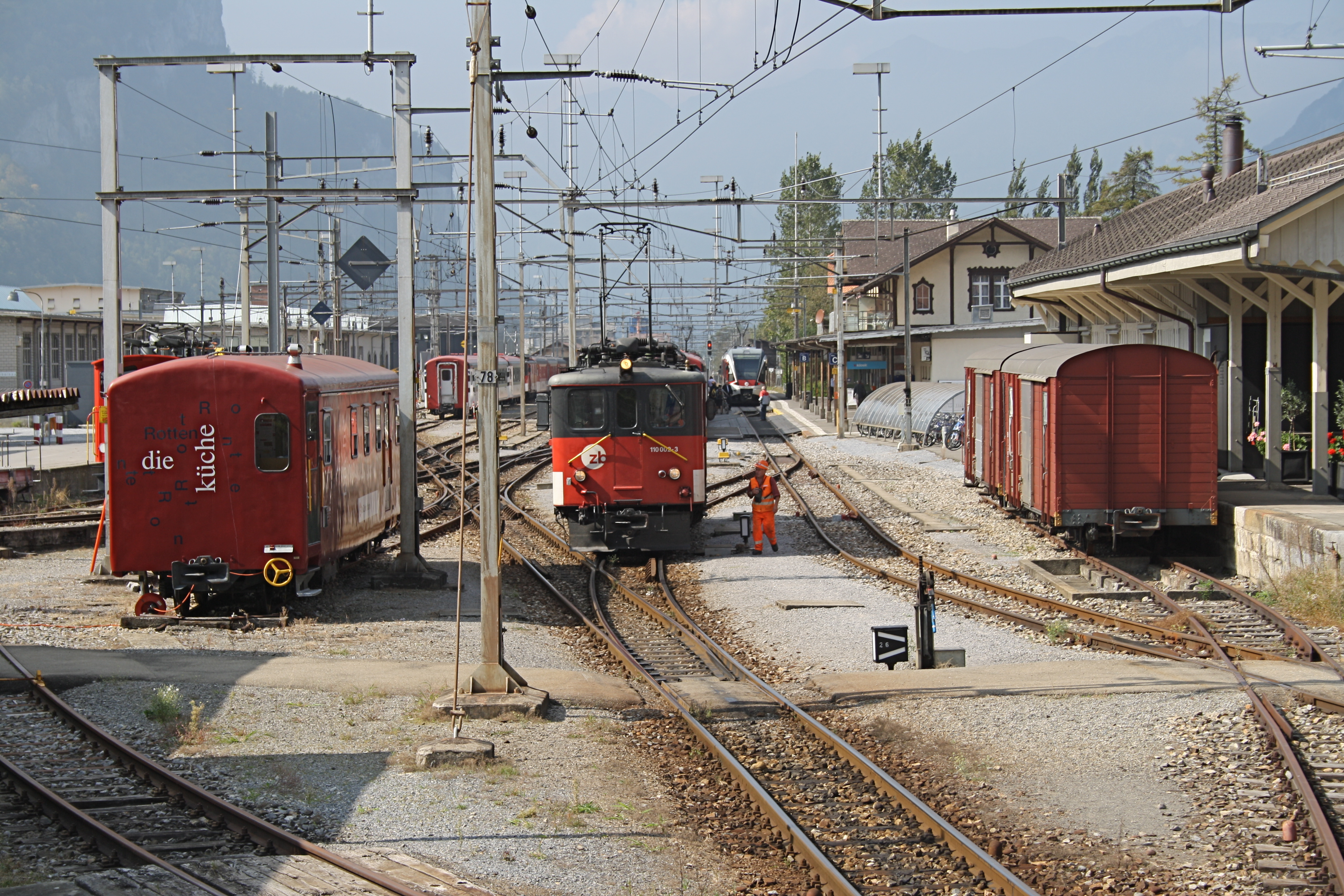
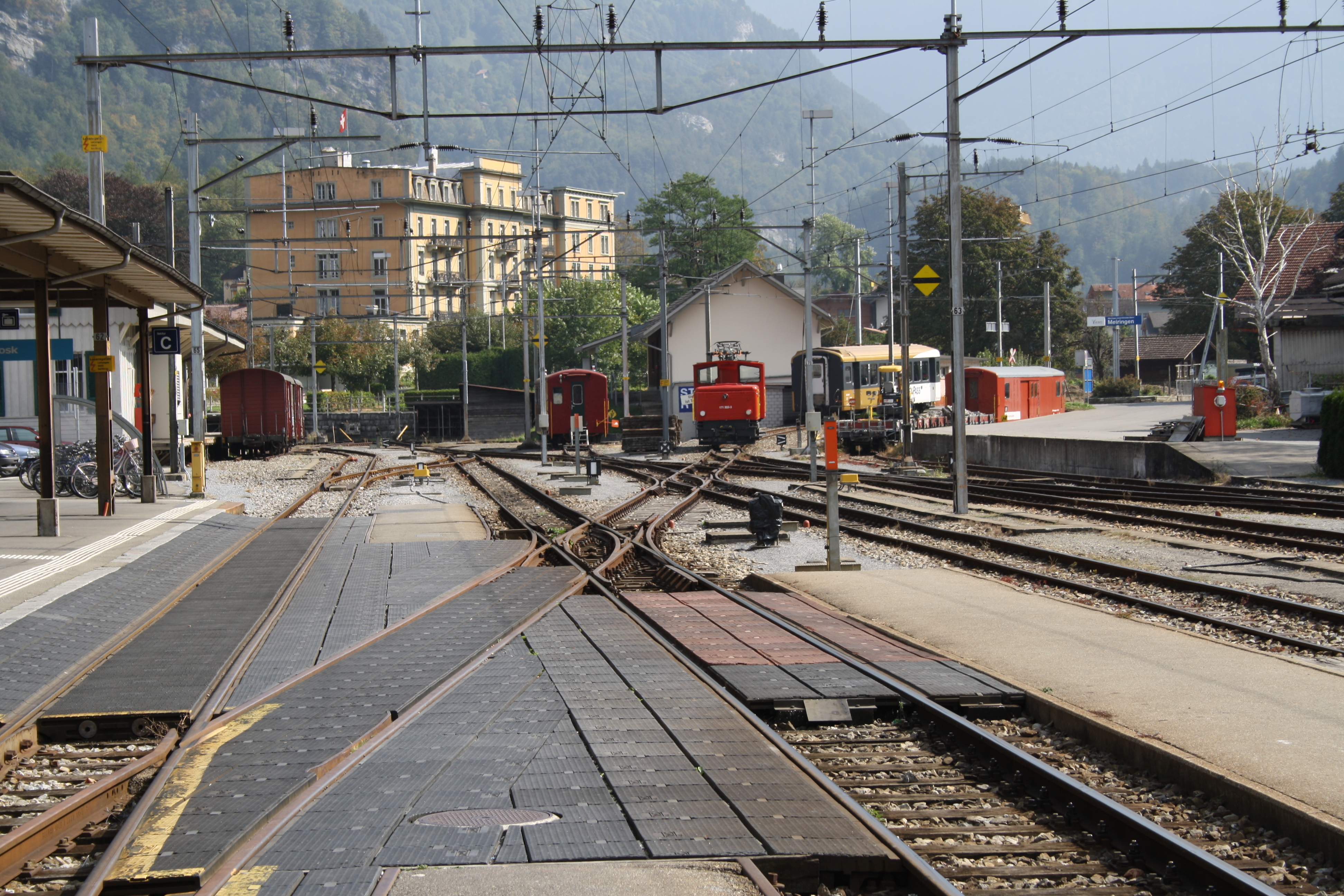
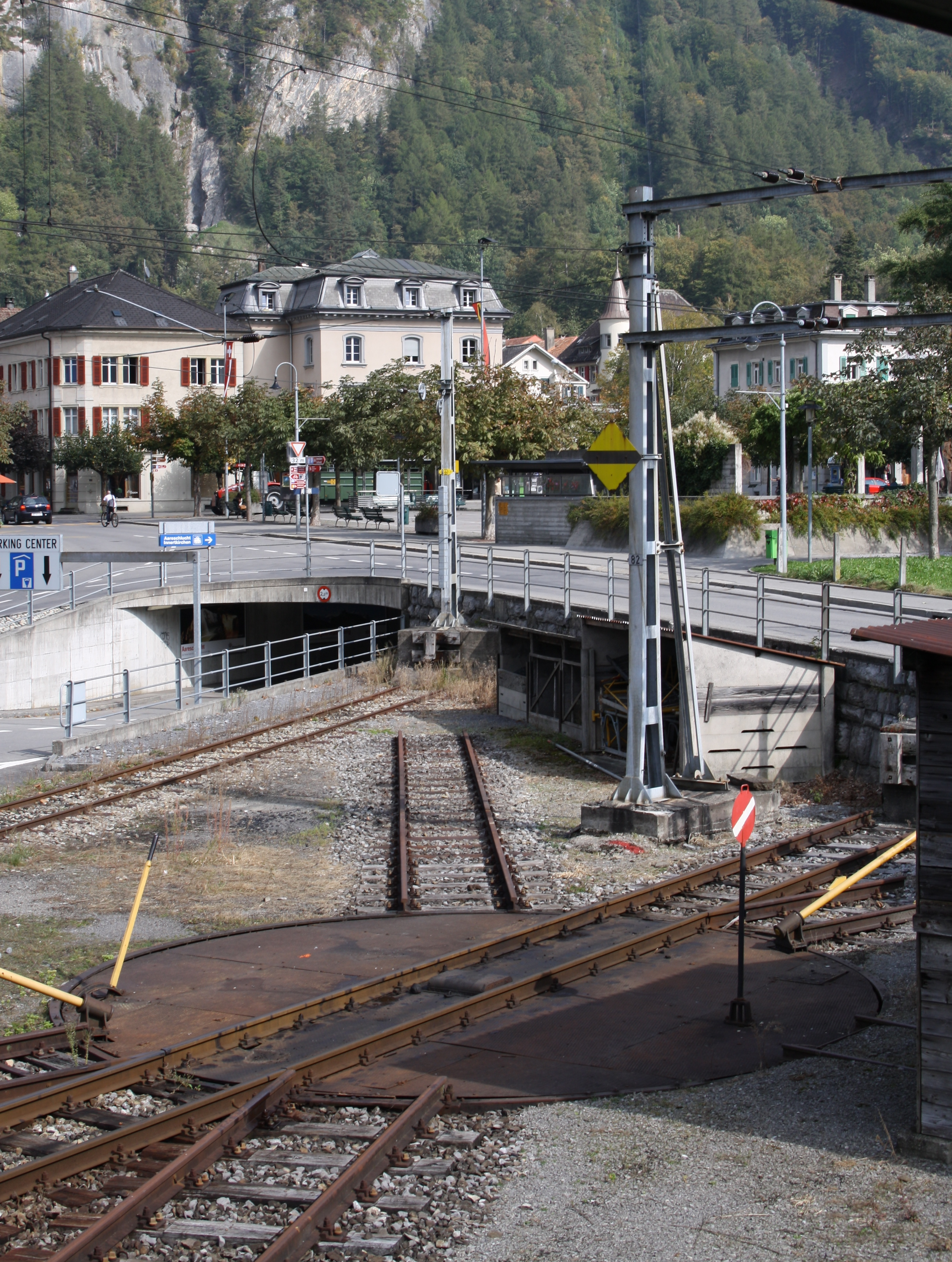
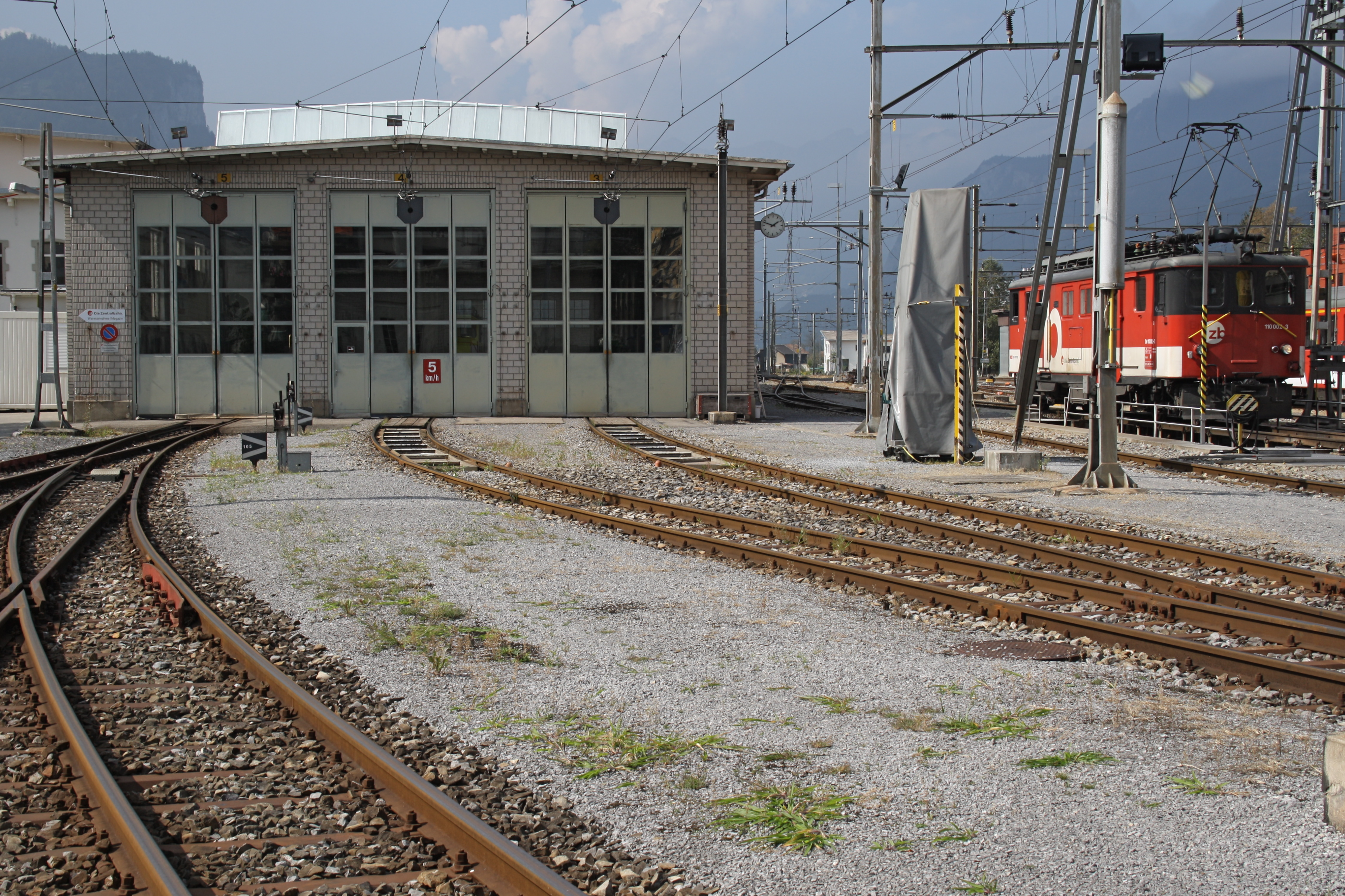
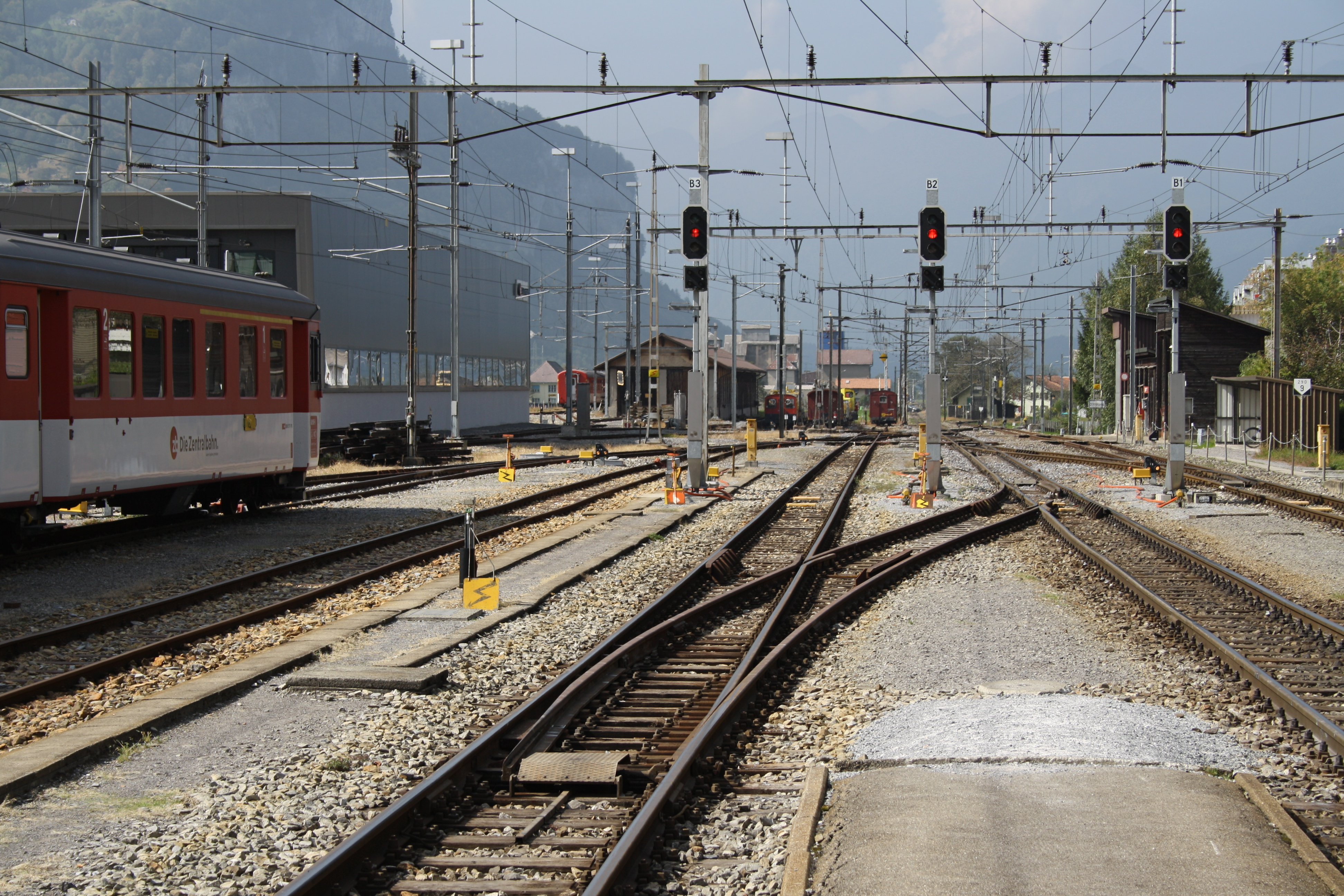

## Gleise
Der Bahnhof verfügt über zwei nach Westen ausgerichtete Bahnsteiggleise mit den Nummern 1 und 2 und ein drittes durchgehendes Bahnsteiggleis, das auf dem grössten Teil seiner Länge die Nummer 3 und an seinem östlichen Ende die Nummer 13 hat. Der Bahnhof umfasst sechs Weichen und 650 Meter Gleisanlagen.